# Suore della Provvidenza rosminiane
Le Suore della Provvidenza Rosminiane (in latino Congregatio Sororum a Providentia) sono un istituto religioso femminile di diritto pontificio: le suore di questa congregazione pospongono al loro nome la sigla S.P.R.

## Storia

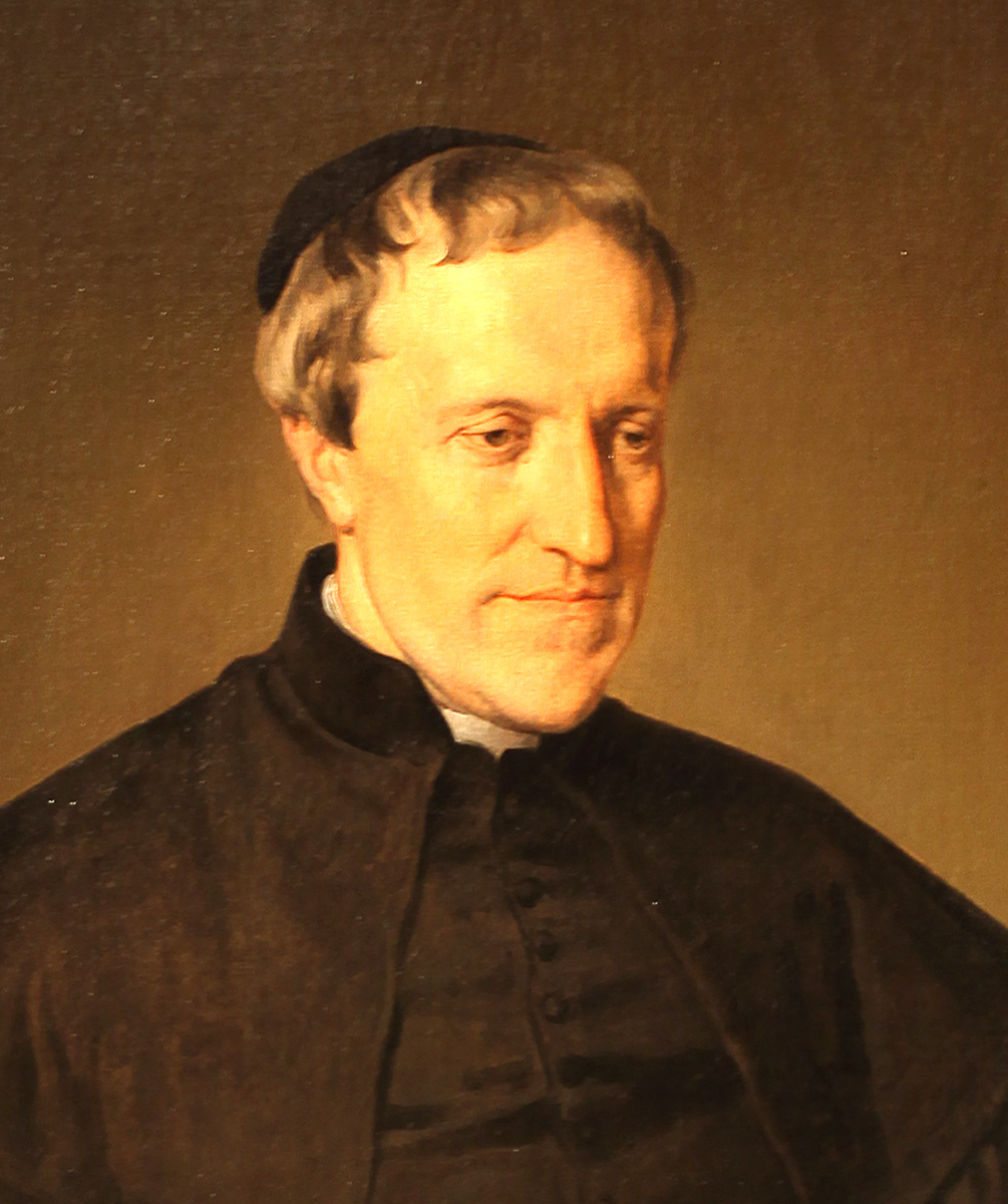
Antonio Rosmini

La congregazione fu fondata nel 1832 dal sacerdote e filosofo Antonio Rosmini: le prime religiose furono reclutate nelle valli dell'alto Novarese dal missionario rosminiano lorenese Jean-Baptiste Loevenbruck e la loro formazione fu affidata alle suore della Provvidenza di Portieux, dalle quali l'istituto prese la denominazione.
La prima casa e il noviziato della congregazione furono stabiliti inizialmente a Locarno; la sede centrale fu poi trasferita a Domodossola e, nel 1856, a Borgomanero.
Le suore rosminiane si diffusero rapidamente in varie regioni d'Italia, soprattutto in Piemonte e in Lombardia; nel 1843 fu aperta la prima casa all'estero, a Loughborough, e nel 1955 le religiose iniziarono a lavorare nelle missioni in Tanzania e Venezuela.
Rosmini diresse personalmente, come superiore, la congregazione: anche se lo stesso fondatore aveva designato una superiora, la "carissima madre" Giovanna Antonietti, Rosmini e i suoi successori nella carica di preposito generale dell'Istituto della Carità continuarono a dirigere le suore assistendo la superiora generale e il suo consiglio.
L'istituto ricevette il pontificio decreto di lode l'8 aprile 1946 e le sue costituzioni furono approvate definitivamente il 6 aprile 1959.

## Attività e diffusione
Il fine dell'istituto è la carità del prossimo in qualsiasi forma, secondo gli inviti della Chiesa. In particolare, le suore si dedicano all'istruzione e all'educazione della gioventù, alla cura di orfani, anziani e ammalati, al lavoro nelle parrocchie e nelle missioni.
Oltre che in Italia, le suore sono presenti in Irlanda, Regno Unito, Tanzania e Venezuela: la sede generalizia è in via Aurelia a Roma.
Alla fine del 2011, la congregazione contava 264 religiose in 37 case.